# Dasypoda japonica
Dasypoda japonica là một loài ong trong họ Melittidae. Loài này được Cockerell miêu tả khoa học đầu tiên năm 1911.